# Adidas Grand Prix 2010
L'Adidas Grand Prix 2010 è stato la 4ª edizione dell'annuale meeting di atletica leggera Reebok Grand Prix ed ha avuto luogo all'Icahn Stadium di New York, dalle ore 15:00 alle 18:20 UTC-5 del 12 giugno 2010. Il meeting è stato anche la quinta tappa della IAAF Diamond League 2010.

## Programma
Il meeting ha visto lo svolgimento di 18 specialità, 9 maschili e 9 femminili: di queste, 8 maschili e 7 femminili erano valide per la Diamond League. Oltre a queste, erano inserite in programma gare sul miglio, una staffetta 4x400 metri e due gare sui 100 metri piani, tutte a livello juniores locale.
| # | Orario | Specialità             |
| - | ------ | ---------------------- |
| 1 | 15:30  | Salto in alto          |
| 2 | 16:10  | 1500 m                 |
| 3 | 16:33  | 400 m hs               |
| 4 | 16:40  | 800 m                  |
| 5 | 16:50  | Salto con l'asta       |
| 6 | 16:58  | Lancio del giavellotto |
| 7 | 17:00  | Salto triplo           |
| 8 | 17:10  | 3000 m siepi           |
| 9 | 17:50  | 100 m                  |

| # | Orario | Specialità       |
| - | ------ | ---------------- |
| 1 | 15:00  | Salto in lungo   |
| 2 | 15:00  | Salto con l'asta |
| 3 | 15:05  | Lancio del disco |
| 4 | 16:02  | 400 m            |
| 5 | 16:45  | Getto del peso   |
| 6 | 16:50  | 1500 m           |
| 7 | 17:00  | 200 m            |
| 8 | 17:30  | 100 m hs         |
| 9 | 18:01  | 5000 m           |

     Specialità valide per la Diamond League

## Risultati
Seguono i primi tre classificati di ogni specialità. Con w si indica una prestazione con vento favorevole superiore a 2 m/s.

### Uomini
| Specialità             |                     | Prestazione | 2º classificato  | Prestazione | 3º classificato       | Prestazione |
| 100 m                  | Richard Thompson    | 9.89 w      | Yohan Blake      | 9.91        | Daniel Bailey         | 9.92        |
| 800 m                  | Mbulaeni Mulaudzi   | 1'44.38     | Nick Symmonds    | 1'45.05     | Alfred Kirwa Yego     | 1'45.46     |
| 1500 m                 | Nicholas Kemboi     | 3'33.29     | Deresse Mekonnen | 3'33.85     | Leonel Manzano        | 3'33.92     |
| 400 m hs               | Kerron Clement      | 47.86       | Bershawn Jackson | 47.94       | Javier Culson         | 48.47       |
| 3000 m siepi           | Paul Kipsiele Koech | 8'10.43     | Patrick Langat   | 8'15.52     | Brimin Kiprop Kipruto | 8'18.92     |
| Salto triplo           | Teddy Tamgho        | 17.98 m     | Christian Olsson | 17.62 m w   | Phillips Idowu        | 17.31 m     |
| Salto in alto          | Linus Thörnblad     | 2.30 m      | Jesse Williams   | 2.30 m      | Samson Oni            | 2.27 m =    |
| Salto con l'asta       | Renaud Lavillenie   | 5.85 m      | Steven Hooker    | 5.80 m      | Przemyslaw Czerwinski | 5.60 m      |
| Lancio del giavellotto | Andreas Thorkildsen | 87.02 m     | Petr Frydrych    | 85.04 m     | Tero Pitkämäki        | 82.57 m     |

     Atleti al primo posto nella classifica di specialità.
     Prestazione che stabilisce il nuovo record del meeting.

### Donne
| Specialità       |                    | Prestazione | 2ª classificata    | Prestazione | 3ª classificata   | Prestazione |
| 200 m            | Veronica Campbell  | 21.98       | Allyson Felix      | 22.03       | Bianca Knight     | 22.59       |
| 400 m            | Amantle Montsho    | 50.79       | Shericka Williams  | 51.24       | Shereefa Lloyd    | 51.64       |
| 1500 m           | Nancy Jebet Langat | 4'01.60     | Meseret Defar      | 4'02.00     | Gelete Burka      | 4'03.35     |
| 5000 m           | Tirunesh Dibaba    | 15'11.34    | Sentayehu Ejigu    | 15'12.99    | Sule Utura        | 15'16.61    |
| 100 m hs         | Lolo Jones         | 12.55       | Perdita Felicien   | 12.58       | Virginia Crawford | 12.63       |
| Salto in lungo   | Brianna Glenn      | 6.78 m w    | Ruki Abdulai       | 6.66 m w    | Funmi Jimoh       | 6.65 m w    |
| Salto con l'asta | Jillian Schwartz   | 4.60 m      | Jennifer Suhr      | 4.50 m      | Chelsea Johnson   | 4.40 m      |
| Getto del peso   | Valerie Vili       | 19.93 m     | Natallja Michnevič | 19.80 m     | Jillian Camarena  | 18.99 m     |
| Lancio del disco | Sandra Perković    | 61.96 m     | Aretha Thurmond    | 61.19 m     | Vera Cechlova     | 60.71 m     |

     Atlete al primo posto nella classifica di specialità.
     Prestazione che stabilisce il nuovo record del meeting.